# La Perla Colonia
La Perla Colonia är en ort i Mexiko.   Den ligger i kommunen Aguascalientes och delstaten Aguascalientes, i den centrala delen av landet, 400 km nordväst om huvudstaden Mexico City. La Perla Colonia ligger 1 870 meter över havet och antalet invånare är 284.
Terrängen runt La Perla Colonia är platt österut, men västerut är den kuperad. Runt La Perla Colonia är det tätbefolkat, med 459 invånare per kvadratkilometer. Närmaste större samhälle är Aguascalientes, 5,9 km öster om La Perla Colonia. Runt La Perla Colonia är det i huvudsak tätbebyggt.